# Delia Ramirez
Delia Catalina Ramirez (Chicago, 2 giugno 1983) è una politica statunitense, membro della Camera dei Rappresentanti per lo stato dell'Illinois dal 2023.

## Biografia
Figlia di genitori immigrati dal Guatemala, Delia Ramirez nacque a Chicago. Dopo l'università divenne attiva in ambito sociale: per due anni fu presidente del comitato di quartiere, per nove anni direttore esecutivo dell'associazione non-profit dedicata ai senzatetto Center for Changing Lives e per tre anni presidente della Latin United Community Housing Association.
Nel 2018 si candidò alla Camera dei rappresentanti dell'Illinois con il Partito Democratico e fu eletta. L'anno seguente fu tra i legislatori democratici che si opposero al piano del sindaco di Chicago Lori Lightfoot per l'impiego dei fondi derivati dalle tasse sul passaggio di proprietà degli immobili, sostenendo che una parte di quelle imposte dovessero essere dedicate ad aiutare i senzatetto. Nel 2020 presiedette una task force sul tema delle condizioni dei figli dei detenuti. Durante la pandemia da COVID-19, sponsorizzò un disegno di legge che prevedeva una moratoria temporanea sui pagamenti di affitti e mutui; il progetto non andò in porto, ma la Ramirez ottenne l'aumento del 90% per un fondo destinato agli aiuti per inquilini e locatori durante la crisi pandemica. Spinse inoltre per l'approvazione di un provvedimento che garantisse l'assistenza Medicaid anche agli immigrati anziani privi di documenti: l'Illinois divenne così il primo stato a fornire le prestazioni sanitarie indipendentemente dallo status della cittadinanza.
Nel 2022 si candidò alla Camera dei Rappresentanti, per un distretto congressuale riconfigurato a favore dei democratici. Dopo aver vinto le primarie del partito con il 66% delle preferenze, si aggiudicò anche le elezioni generali con ampi consensi. Delia Ramirez divenne così la prima donna latinoamericana eletta al Congresso dall'Illinois.